# 信濃鉄道
信濃鉄道（しなのてつどう）は、かつて長野県松本市の松本駅から大町市の信濃大町駅を結ぶ鉄道路線、および同線を所有していた鉄道会社である。該当路線は現在の東日本旅客鉄道（JR東日本）大糸線の南部にあたる。

## 概要
1902年（明治35年）篠ノ井線が開通し、その4年後の1906年（明治39年）には中央線も開通した。これにより、松本地方は諏訪、甲府を経て関東方面に、また木曽、名古屋を経由して関西方面に直結することとなった。
ところで、次に起こる問題は、北越糸魚川に通ずる鉄道の敷設であった。そのころ政府は幹線鉄道国有の方針を定めた。私設鉄道については1910年（明治43年）軽便鉄道法、翌年には軽便鉄道補助法を公布して、その建設を奨励した。これに促されて糸魚川鉄道敷設の機運が高まった。松本地方の有志と在京有力者とが相呼応して運動を開始した。
当初の計画では、有明から高瀬川の東岸に出て、池田を経由し大町に達するはずであった。しかし実地測量の結果「人家が少ないこと、地上物件が多いこと、田畑の買収費がかかること、土地が狭いこと、山岳縦断で難工事になること」などの理由により、予定を変更し松川・常盤を経て高瀬川を渡り大町に至ることになった。その結果、取り残された池田は別途池田鉄道を建設することとなる。
そして1912年11月に工事施工の認可になったが、この年に社長であり工事請負人であった才賀藤吉の才賀電機商会が経営不振により営業を停止。これに対し地元資本の片倉製糸工場の今井五介を社長に就任させ片倉製糸直営で工事をすすめた。最初の区間が開通したのは1915年1月であった。
信濃鉄道の経営は順調に伸び、第一次世界大戦の影響で経済界も好景気になり、旅客数、貨物量共に増加し、1926年（大正15年）には収入が3倍から4倍になった。その間、会社の経営も多様化し、1918年（大正7年）にバス経営、文化事業などにも力を入れた。増加する乗客の輸送対策として1924年（大正13年）10月の株主総会では全線電化を決定し、安曇電気株式会社の電力供給を得て、穂高に変電所を建設した。1926年1月8日から電化営業に切り替えて、電車運転を始め、時間の短縮、回転数の増加、輸送力も改善された。
大正期の信濃鉄道は、経営も順調に進展し、地域住民に欠かせない交通機関となって経済生活を支え、沿線市町村の生活環境を大きく変革させた。
昭和に入ると経済恐慌の影響を受けて、利用者が減少し始め、それに加えて沿線に乗合バスが走り競業化が進んだことなどの原因により、収益が伸びず、経営が停滞した。
政府は、中部日本の横断線として、軍用や経済の上で中央線と北陸本線と連絡できる大町-糸魚川への路線延長事業を重視し、1927年（昭和2年）11月、大町と糸魚川の両方面から工事を進めていた。1935年（昭和10年）11月、信濃大町-中土間が段階的に開通した。こうして敷設した国有鉄道は鉄道省が設けられて以来、その管理下になったので、省線と呼ばれていた。
このころ、信濃鉄道買収問題が国会で議題となり、買収方針が決まったので、政府は会社側と話し合いを重ねた。会社側では、臨時株主総会を開催し、時局の体制や今後の経営を考えて買収に応じる意向を決めたので1937年（昭和12年）6月1日、松本-信濃大町間35.1kmは、国有鉄道に移管され、政府で敷設した信濃大町-中土間と合わせて大糸南線となった。

## 歴史
会社の動向と、路線開業について記す。駅の改廃等については、大糸線#信濃鉄道を参照。
- 1910年（明治43年）12月11日 - 信濃鉄道免許申請書提出。
- 1911年（明治44年）4月5日軽便鉄道免許状下付（松本-大町間）[5]
- 1912年（明治45年）3月31日 - 創立総会開催。信濃鉄道株式会社設立[6][7]。
  - 4月4日 - 工事施工の認可申請を提出。
- 1912年（大正元年）12月30日 - 本社事務所を松本市仲町に移転。
- 1913年（大正2年）4月22日 - 松本白板の本社駅起点で地鎮祭と起工式を施行。
  - 4月25日 - 工事着手。
  - 9月 - 南安曇郡穂高町（現：安曇野市穂高）に至る9マイル半の土盛り工事を完成。
- 1914年（大正3年）12月31日 - 梓川1000尺の鉄橋が完成。
- 1915年（大正4年）1月4日 - 松本 - 豊科間の開通式挙行。
  - 1月6日 - 松本市（現：北松本） - 豊科間（6.7M≒10.78km）の営業開始[8]。
  - 4月5日 - 南松本（現：松本） - 北松本間（0.4M≒0.64km）開業[9]。
  - 6月1日 - 豊科 - 柏矢町間（1.7M≒2.74km）開業[10]。
  - 7月15日 - 柏矢町 - 穂高間（1.2M≒1.93km）開業[11]。
  - 8月8日 - 穂高 - 有明間（1.4M≒2.25km）開業[12]。
  - 9月29日 - 有明 - 池田松川（現：信濃松川）間（4.7M≒7.56km）開業[13]。
  - 11月2日 - 池田松川 - 信濃大町（後の仏崎）間（4.6M≒7.40km）開業[14]。
- 1916年（大正5年）7月5日 - 高瀬川700尺の鉄橋が完成。仏崎 - 信濃大町間（1.1M≒1.77km）開業、全線開通[15]。
  - 9月18日 - 松本 - 北松本間の旅客営業を開始[16]。
- 1925年（大正14年）12月 - 松本 - 信濃大町間、電化工事完成。

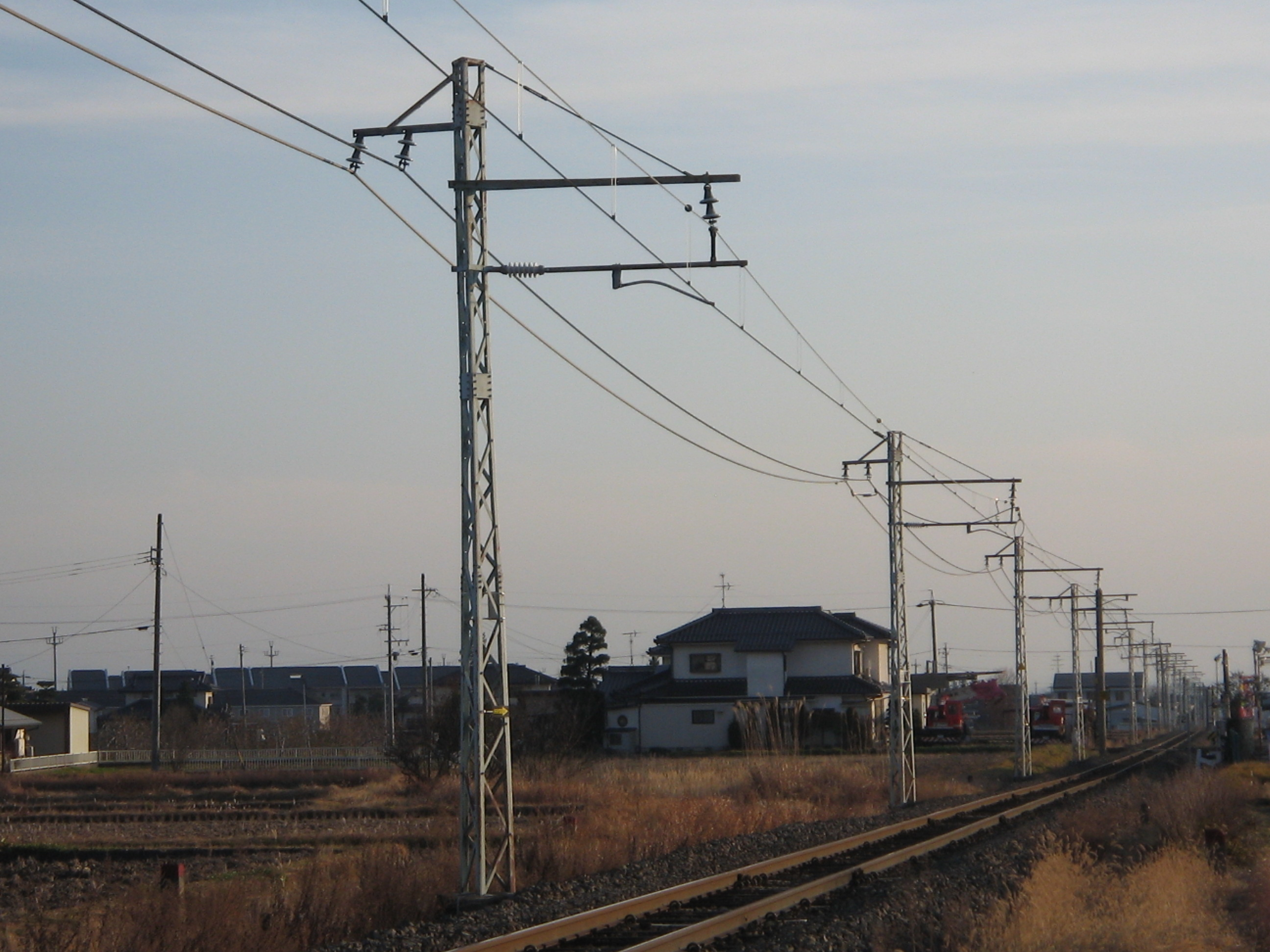
電化工事の際に設置された、架空電車線を吊り下げるための三角柱
俗に「チャンネルポール」と呼ばれる

- 1926年（大正15年）1月8日 - 全線で電車（同社では電動客車と称した）の運転開始。
- 1930年（昭和5年）4月1日 - 営業距離をマイル表記からメートル表記に変更（21.8M→35.1km）。
- 1937年（昭和12年）6月1日 - 国有化され、鉄道省大糸南線に編入。信濃鉄道解散。

## 路線

### 路線データ
国有化直前時点
- 区間（営業キロ）：松本駅 - 信濃大町駅間 35.1km
- 軌間：1067mm
- 駅数：21駅（起終点駅含む）
- 複線区間：なし（全線単線）
- 電化区間：全線（直流1500V電化）
  - 穂高変電所、水銀整流器（交流側550V直流側750V）直流側の出力250kW、常用2予備3、製造所SS[17]
- 閉塞方式：不詳

### 駅一覧
※国有化直前時点。括弧付きは国営化時点で廃止となっていた駅
松本駅 - （北松本臨時貨物積卸場） - 北松本駅 - 青島停留場 - 島内駅 - 島高松停留場 - 梓橋駅 - 一日市場駅 - 中萱停留場 - 南豊科停留場 - 豊科駅 - 柏矢町駅 - 穂高駅 - 有明駅 - 安曇追分駅 - 細野停留場 - おかめ前停留場 - 池田松川駅 - 常盤沓掛停留場 - 常盤停留場 - （仏崎駅）- 昭和停留場  - 信濃大町駅

## 輸送・収支実績
| 年度 | 輸送人員（人） | 貨物量（トン） | 営業収入（円） | 営業費（円） | 営業益金（円） | その他益金（円）            | その他損金（円）                                   | 支払利子（円） | 政府補助金（円） |
| ---- | -------------- | -------------- | -------------- | ------------ | -------------- | --------------------------- | -------------------------------------------------- | -------------- | ---------------- |
| 1914 | 55,202         | 254            | 4,864          | 4,742        | 122            |                             |                                                    |                |                  |
| 1915 | 400,884        | 10,850         | 49,684         | 41,708       | 7,976          |                             |                                                    | 31,907         | 18,566           |
| 1916 | 630,312        | 27,803         | 101,430        | 61,197       | 40,233         |                             |                                                    | 42,314         | 14,037           |
| 1917 | 666,015        | 40,965         | 130,284        | 85,615       | 44,669         |                             |                                                    | 21,582         | 6,460            |
| 1918 | 749,021        | 54,223         | 171,791        | 138,070      | 33,721         | 自動車12,077                | 土地家屋欠損金402自動車減価償却金4,000             | 20,450         | 8,859            |
| 1919 | 903,717        | 72,992         | 238,774        | 189,674      | 49,100         | 土地家屋自動車営業益金7,702 |                                                    | 15,079         |                  |
| 1920 | 841,694        | 76,040         | 324,456        | 222,365      | 102,091        |                             | 土地家屋賃貸業損金2,347雑損及自動車減価償却金5,064 | 24,611         |                  |
| 1921 | 842,513        | 86,080         | 341,379        | 200,316      | 141,063        |                             |                                                    |                |                  |
| 1922 | 893,511        | 90,845         | 348,065        | 220,995      | 127,070        |                             |                                                    |                |                  |
| 1923 | 954,721        | 103,503        | 389,519        | 233,002      | 156,517        |                             | 雑損金1,781                                        | 20,882         |                  |
| 1924 | 943,594        | 103,941        | 382,857        | 220,196      | 162,661        |                             | 雑損金1,488                                        | 17,628         |                  |
| 1925 | 1,045,398      | 87,452         | 349,794        | 223,410      | 126,384        |                             | 雑損1,718                                          | 17,581         |                  |
| 1926 | 1,268,729      | 78,464         | 400,103        | 209,930      | 190,173        |                             | 雑損1,543                                          | 89,326         |                  |
| 1927 | 1,272,648      | 81,199         | 365,679        | 222,371      | 143,308        |                             | 雑損127                                            | 107,586        |                  |
| 1928 | 1,396,780      | 94,162         | 396,315        | 208,757      | 187,558        |                             |                                                    | 109,666        |                  |
| 1929 | 1,431,113      | 138,617        | 447,710        | 236,899      | 210,811        |                             |                                                    | 114,001        |                  |
| 1930 | 1,091,779      | 74,780         | 313,906        | 199,724      | 114,182        | 砂利採取業38                |                                                    | 86,117         |                  |
| 1931 | 1,075,988      | 58,741         | 256,218        | 172,007      | 84,211         | 砂利業118                   |                                                    | 90,257         |                  |
| 1932 | 922,506        | 66,011         | 221,004        | 155,274      | 65,730         | 砂利採取業326               |                                                    | 92,864         |                  |
| 1933 | 1,048,837      | 61,700         | 244,877        | 164,592      | 80,285         | 砂利採取業394               |                                                    | 93,638         |                  |
| 1934 | 1,067,518      | 98,764         | 313,221        | 178,244      | 134,977        | 砂利業その他112             | 償却金20,000                                       | 81,534         |                  |
| 1935 | 1,150,011      | 118,225        | 332,143        | 187,482      | 144,661        | 砂利業277                   | 償却金59,000                                       | 74,585         |                  |
| 1936 | 1,253,716      | 135,491        | 353,685        | 198,501      | 155,184        |                             | 砂利業3,523償却金50,000                            | 65,128         |                  |
| 1937 | 499,869        | 35,064         | 91,801         | 70,454       | 21,347         |                             | 砂利業35定期払戻金12,570                           | 10,528         |                  |

- 鉄道院年報、鉄道院鉄道統計資料、鉄道省鉄道統計資料、鉄道統計資料、鉄道統計各年度版

## 車両
1937年に買収された車両は、蒸気機関車3両(10 - 12)、電気機関車3両、電車10両、貨車48両であった。
- 蒸気機関車
  - 1 - 3（1形） - 1912年、独オーレンシュタイン・ウント・コッペル製の0-4-0形9t級タンク機関車。1916年に1, 3は阿波電気軌道（後の鉄道省ア3形・ア7形）、2は伊勢鉄道に譲渡された。
  - 4, 5（2形） - 1915年、米ダベンポート製の0-6-4(C2)形22t級タンク機関車。
  - 6（初代） - 1913年、英カー・ステュアート（英語版）製の2-4-0(1B)形26t級タンク機関車。中央鉄道（秩父鉄道貸出）から譲り受けたもの。すぐに播丹鉄道に譲渡され同社の6となった後、出石鉄道に譲渡された。鉄道省105形の同形車。
  - 6（2代・3形） - 旧鉄道省1100形(1100)。1919年に常総鉄道1を譲り受けたもの。1937年廃車。
  - 7（初代） - 1920年、雨宮製作所製の0-6-0形20t級タンク機関車。1927年、高畠鉄道に11と交換で譲渡。
  - 7（2代） - 1921年、雨宮製作所製の0-6-0形26t級タンク機関車。買収前に日本鋼管に譲渡され、同社の7となった。
  - 8（5形） - 1921年、日本車輌製造製の25t級0-6-0形タンク機関車（鉄道省1225形と同形）。1938年、尾花沢鉄道に譲渡。
  - 11（初代） - 1911年、ボールドウィン製の0-6-0(C)形18t級タンク機関車。1916年10月、播丹鉄道から譲受。1918年、大阪鉄道（2代）に譲渡。
  - 10, 11（6形） - 1922年、雨宮製作所製の0-6-0形26t級タンク機関車。国有化後1340形(1340, 1341)。11は7と交換で高畠鉄道から譲受。
  - 12（7形） - 1924年、雨宮製作所製の0-6-0形タンク機関車。国有化後1345形(1345)。6形と同形だが若干形態が異なる。
- 電気機関車
  - 1形 - 国有化後ED22形。詳細は信濃鉄道1形電気機関車を参照。
- 電車
  - デハ1形、デハユニ1形、ホハ1形（詳細は信濃鉄道の電車を参照）
  - 甲武鉄道の電車#信濃鉄道も参照。
- 貨車
  - ワ10 - ワ13、ワ20 国有化後6 t積みワ10形（ワ10 - ワ13、ワ20）。
  - ワ400 - ワ401 国有化後7 t積みワ20300形（ワ20300、ワ20301）。
  - ワ500 - ワ504 国有化後8 t積みワ20500形（ワ20500 - ワ20504）。
  - ワブ30 国有化後5 t積みワフ30形（ワフ30）。
  - ワブ40 国有化後4 t積みワフ40形（ワフ40）。
  - ワブ200、ワブ201 国有化後6 t積みワフ7900形（ワフ7900、ワフ7901）。
  - ワブ300、ワブ301 国有化後7 t積みワフ7700形（ワフ7708、ワフ7709）。
  - ト50 国有化後6 t積みト50形（ト50）。
  - ト100 - ト103 国有化後9 t積みリ400形（リ1610 - リ1613）。
  - ト550、ト600 - ト602、ト650、ト900 - ト902 国有化後10 t積みト1形（ト16881 - ト16888）。
  - ト700 - ト706 国有化後12 t積みト11450形（ト11450 - ト11456）。
  - ト800 - ト804 国有化後10 t積みト3300形（ト3300 - ト3304）。
  - トム1000 - トム1004 国有化後15 t積みトム1形（トム2120 - トム2124）。